# جارينكو تشي (فلم)
جارينكو تشي (باليابانية: じゃりン子チエ، بالروماجي: Jarinko Chie) هو فيلم أنمي من إخراج إيساو تاكاهاتا، ومن إنتاج استوديو طوكيو موفي شينشا، مقتبس من سلسلة مانغا جارينكو تشي من تأليف إيتسومي هاروكي. عرض الفيلم في 11 أبريل عام 1981.

## القصة
تدور أحداث القصة عن تشي هي فتاة صغيرة عمرها عشر سنوات. تمساعدة والدها ياكوزا في إدارة حانة صغيرة في أوساكا. تذهب تشي سرًا لزيارة والدتها التي تركت والدها مؤخرًا، وتخطط لمحاولة لم شمل والديها، وتحاول أولاً الحصول على وظيفة حقيقية لوالدها.

## الأداء الصوتي
تشي تاكيموتو
أداء صوتي: تشينانسو ناكاياما
تيسو تاكيموتو
أداء صوتي: نوريو نيشيكاوا
كيتيتسو
أداء صوتي: إيتشيرو ناغاي
يوشي تاكيموتو
أداء صوتي: كيوكو ميتسوباياشي
كوزو يوريني
أداء صوتي: غانوسوكي أشييا
كيكو تاكيموتو
أداء صوتي: أوتاكو كيو

## وصلات خارجية
- الموقع الرسمي (باليابانية)
- مقالات تستعمل روابط فنية بلا صلة مع ويكي بيانات